# El Expolio (El Greco, Museo de Santa Cruz)
La versión de El Expolio, actualmente en el Museo de Santa Cruz, en Toledo, es una pintura del Greco, realizada durante su primer período toledano. Algunos autores afirman que es obra del Greco, mientas que otros discrepan de ello.

## Análisis de la obra
- Pintura al óleo sobre lienzo;
- Dimensiones: 186 x 126 cm;
- Datación: ca. 1580-85;
- Consta con la referencia X-82 en el catálogo de Harold Wethey y con la 24-f en el de Tiziana Frati;[2]

Obra auténtica para Cossío, Mayer y para Camón Aznar. Para Wethey, seguramente es una obra de taller, lo cual se nota en las cualidades emotivas, inferiores a las de El Expolio (Toledo) de la sacristía de la Catedral de Toledo. Con respecto a aquella obra maestra, el rostro de Cristo aparece alterado, pero sin embargo Wethey reconoce que en este lienzo el colorido sigue siendo espléndido.
Respecto al original de la Catedral de Toledo, cabe señalar ciertas diferencias:
- Arriba a la derecha aparece la cabeza de un hombre de edad avanzada, girado de espaldas, que ya se encontraba en El Expolio (versión de Múnich).

- El grupo de las Tres Marías es más grande, como en el lienzo de Múnich.[5]

Pero las diferencias más importantes son las que no aparecen en la pintura de Múnich:
- Jesús aparece aquí con la corona de espinas, que es pequeña y sin ninguna gota de sangre, dada la poca tendencia del Greco al tremendismo.
- La parte superior, con las picas y alabardas, es bastante más pequeña.[5]

Estas diferencias son importantes, porqué se repiten en las nueve versiones posteriores de El Expolio (El Greco y su taller). Efectivamente, el prototipo de la sacristía de la Catedral de Toledo no era accesible a todo el mundo, mientras que esta versión, originariamente en la Iglesia de Santa Leocadia debía ser accesible a toda la gente interesada en Toledo y, por tanto, era mucho más proclive a ser el origen de las otras variantes posteriores.

## Procedencia
- Iglesia de Santa Leocadia (Toledo)
- Museo parroquial de San Vicente (Toledo)